# Associació de Futbol de Namíbia
L'Associació de Futbol de Namíbia (anglès: Namibia Football Association; NFA) és la institució que regeix el futbol a Namíbia. Agrupa tots els clubs de futbol del país i es fa càrrec de l'organització de la Lliga namibiana de futbol i la Copa. També és titular de la Selecció de futbol de Namíbia absoluta i les de les altres categories.
Va ser fundada el 1976. Entre 1976 i 1990 s'anomenà Associació de Futbol d'Àfrica del Sud-oest.
- Afiliació a la FIFA: 1992[4]
- Afiliació a la CAF: 1990[4]